# Personitas
Las personitas son una raza ficticia de seres antropomorfos que aparecen en la saga de Darren Shan desde El tenebros Cirque du Freak, hasta Hijos del Destino. Son de color gris y baja estatura.

## Apariencia y características
Las personitas saltan inmediatamente a la vista, debido a su tamaño y color.

### Piel
Las personitas tienen la piel gris. Su aspecto generalmente es descrito como feo o desagradable. Su cara está llena de cicatrices y costuras, resultado de su creación. Su piel está hecha con los resto, o bien del alma, o bien del cadáver de una persona.

### Ojos
Los ojos de las personitas se sitúan al frente del rostro, pero a diferencia de en los humanos, están a la altura de la frente, por encima del nivel normal.
Sus ojos son de color verde brillante, muy grandes y saltones.

### Sangre y sudor
Las personitas tiene sangre y sudor de color verde, esto debido a que el caldo de la vida fluye por sus venas, en lugar de sangre común.

### Complección y tamaño
La principal y más notable característica de las personitas es su tamaño.
Son bajas, cerca de la mitad de la estatura de un humano. Son robustos y de manos '"grandes". A pesar de ser tan pequeños, son muy fuertes, más que una persona común.

### Sentidos
Las personitas no tiene nariz, razón por la cual carecen del sentido del olfato.
No tienen orejas pero sí oídos, estos están por debajo de su piel (a veces necesitan giran o inclinar la cabeza para oír adecuadamente).
Tienen boca y por lo regular dientes, pero no tienen sentido del gusto.
No tienen párpados, por eso, sus ojos siempre están abiertos, aun cuando duermen.
Generalmente no hablan.

### Alimentación
Las personitas son carnívoras. Comen cualquier tipo de carne en cualquier estado: carne fresca o podrida, de ratas, perros, ovejas, e incluso humanos.

### Vestido
Las personitas suelen llevar una capa azul que le cubre de la cabeza a los pies, solo con unos orificios para los ojos.
Siempre llevan una mascarilla que les cubre la boca porque el aire normal les es tóxico, sus máscaras tienen químicos que filtran el aire (quizá esa sea la razón por la cual no tiene nariz).
Rara vez se descubren el rostro, pocas veces en presencia de alguien que no sea otra personita o Mr. Tiny.

### Sexo
Las personitas son asexuales: no tienen sexo, no son hombres ni mujeres, solo personitas, sin importar cuál era su sexo en vida.

## Historia
Las personitas aparecen por primera vez en El tenebroso Cirque du Freak como asistentes en el Cirque.
Es en El asistente de Vampiro cuando el lector se entera de que son carnívoras y que están al servicio de Mr. Desmod Tiny (quien pide ser llamado Des Tiny [destino]), Darren y Evra especulan que posiblemente sean sus esclavos.
En La montaña de los vampiros se descubre que las personitas pueden hablar (o al menos algunas) cuando la apodada (por Darren y Evra) Lefty" declara que se llama Harkat Mulds" y tiene como misión dar un mensaje de Mr. Tiny a los príncipes vampiros acerca del Lord de los vampaneces. Además, es Harkat Mulds quien da a conocer que las personitas son fantasmas resucitados por Des Tiny para servile y después liberar su alma.
A partir de la segunda trilogía, Harkat se vuelve muy unido a Darren y revela ciertas cosas acerca de las personitas, como que no tienen memoria (en su mayoría) y que, para poder liberar su alma, deben descubrir quienes eran antes. La gran mayoría de las cosas que se conocen sobre las personitas vienen de Harkat.

## Etimología
Resulta obvio el origen del término. Los sufijos ~ito, ~ita, son diminutivos; por tanto una personita es una "persona pequeña".

## Personitas notables
- Harkat Mulds: Harkat Mulds es una personita que fue creada con el cadáver de Kurda Smahlt (un nombre es anagrama del otro). Después de que el vampiro fuera ejecutado por traición, Mr. Tiny pidió el cuerpo a los Guardianes de la Sangre, lo convirtió en personita y lo llevó al pasado para que ayudara y protegiera a Darren.
- Darren Shan: Al final de "Hijos del destino", unas personitas rescatan a Darren del Lago de las almas y Mr. Tiny, a petición de Lady Evana, lo convierte en personita y lo manda al pasado, a la noche en que conoce el Cirque du Freak. Evana le esconde entre la capa sus varios blocs de diario. Darren le entrega los diarios a Mr. Tall, quien se los da al Darren adolescente, que según la trama, al asustar la personita a su yo del presente del Cirque, evita su destino como Señor de las Sombras y publica los diarios como la Saga de Darren Shan

## Creación
Por lo regular, Mr. Tiny crea a sus personitas unos dos mil años en el futuro:
- Mr. Tiny encarga algunas personitas pescar determinadas almas de "El lago de las almas".
- Las almas son llevadas a la guarida de Mr. Tiny.
- Mr. Tiny hace un trato personal con cada alma, con términos y condiciones diferentes.
- El alma es sumergida en "el caldo de la vida". Allí dentro, el cuerpo de disuelve y fusiona con "el caldo", separando, en el caso de vampiros y vampaneces, las partes de espíritus que en ellos residan (en el caso de Darren, una parte del espíritu de Sam Grest habita dentro de él).
- Después de esto, Mr. Tiny saca el caldo con el alma fusionada y la bombea al cuerpo de la personita.
- Mr. Tiny termina a la personita cociendo lo que haga falta y detallando.
- El último paso es llevar a la nueva personita al pasado.

- Datos: Q22259573